# Cal Calixtus
Cal Calixtus és un edifici del segle xix a Sant Sadurní d'Anoia (Alt Penedès) monument protegit com a bé cultural d'interès local.

## Descripció
És un edifici organitzat en planta baixa, primer pis, terrat i torratxa amb mirador, amb galeries i jardí, emplaçat en un solar fent cantonada, on es nota el regust historicista en cada un dels seus elements: l'encoixinat a la planta baixa, la balustrada de ceràmica motllurada al pla, al terrat i mirador, les reixes de ferro colat, les palmetes clàssiques, les columnes de ferro colat amb capitells clàssics, les voltes de maó de pla, les cartel·les. Cal esmentar l'extraordinària vidriera modernista afegida a la galeria posteriorment i l'ampli jardí.

## Història
La casa es construeix en el moment de consolidació del tercer eixample de Sant Sadurní del XIX. La Diputació convertí l'antic camí de l'estació en un tram de la carretera que
comunicaria la vila amb l'eix Barcelona-Tarragona i construí el pont que salvava la riera de
Lavernó (1883). Tot això fa que el carrer Diputació es converteixi en una de les principal
vies de sortida. Si les grans famílies es van ubicar a l'eix dels carrers Raval, Escayola i Hospital, aquest carrer acollirà majoritàriament artesans i constructors que s'han vist afavorits pel creixement demogràfic i econòmic de la vila.
L'edifici és en els antics terrenys de Miquel Ferrer, que sol·licita urbanitzar part de la seva propietat el 1875. Cal Calixtus va ser construït el 1885 pel mestre d'obres Narcís Aran Vidal. La casa fou adquirida per Pau Torelló i Borràs, nascut a Sant Sadurní, que exercí la professió de mestre però l'abandonà per dedicar-se a la indústria. Posteriorment, la casa fou adquirida per la família Oliver, que als anys vint iniciaren la producció de cava sota la marca Calixtus.